# Хаэн (Перу)
Хаэн (Хаэн-де-Бракаморос) (исп. Jaén (Jaén de Bracamoros)) — город в Перу. Административный центр одноимённых провинции и округа в регионе Кахамарка, расположен на севере Перу. Является резиденцией католического апостольского Викариата св. Франциска Ксавье, также известный как Апостольский Викариат Хаэн.

## Климат
Хаэн один из самых теплых городов в Перу.

## Культура
Хаэн известен также как Земля храбрых бракаморов. Свидетельства их культуры можно увидеть в музее расположенном в городе.

## История

### Происхождение
Происхождение города восходит к концу периода между 1000 и 1500 годами до нашей эры, более крупные населённые пункты были расположены в долинах нынешней провинции Хаэн, Багуа и Сан-Игнасио.
В долине Хаэн находится доколумбово кладбище — археологический памятник Монте-Гранде.
В 2010 году были недалеко от города обнаружены две древние пирамиды. перуанский археолог, Кирино Оливера обнаружил массивные каменные сооружения, построенные в период с 800 до 2000 года до нашей эры.

### Империя Инков
Хронист Педро Сьеса де Леон говорит о том, что король инков Уайна Капак пытался покорить бракаморов (индейцев), но был побеждён и бежал.
Бракаморы были серьёзной проблемой для инков, которые неоднократно пытались, но не смогли покорить их.

### Хаэн во время независимости Перу
Изначально, Хаэн принадлежал региону Трухильо, затем Ла-Либертад, и, наконец, Кахамарка, после его создания в 1855 году.

## Достопримечательности
Хаэн имеет высокий потенциал в качестве туристического направления, из-за большого числа природных и археологических достопримечательностей до которых можно добраться из города. Однако, город традиционно не популярный туристический пункт назначения, в основном за счёт его удалённости от крупных населённых пунктов, Город находится в пяти часах езды от Чиклайо, бывшего ближайшего аэропорта, и в 18 часов пути на автобусе от Лимы.
С сентября 2016 года, однако, существуют ежедневные прямые рейсы между Хаэном и Лимаой, поэтому ожидается, что число посетителей города заметно увеличится, а в провинции Хаэн аэропорт теперь ближайшая точка доступа в регион Амасонас, с его знаковым достопримечательностями крепостью Kuelap и водопадом Гокта.
Хаэн имеет ряд достопримечательностей в городе и вокруг города:
- Площадь Пласа-де-Армас.
- Собор, с видом на Пласа-де-Армас, в современном стиле.
- Краеведческий музей[6] предлагает коллекцию из области археологии и этнологии.
- Ботанический сад на окраине города.
- Готас-де-Агуа[7] — частный заповедник, в 7 км от города..
- Горячие источники Альмендраль, чьи воды богаты серой и железом, в 25 км от города.
- Национальный парк Cutervo — старейший заповедник в Перу, расположен в 50 км к югу от города Хаэн. На высоте 2200 и 3500 метров над уровнем моря, микроклимат обеспечивает практически постоянную влажность и флору богатую эпифитами.
- Ряд живописных водопадов, с типичными для высокого джунгли пейзажами — в том числе Ла Белла, Ла Momia, Сан-Андрес, вело-де-Новья ла, ла Юнга, Калабозо, и Чорро Бланко — находятся в пределах досягаемости от города Хаэн.

## Демография
В 1999 года население города составляло 85 021 жителей.
К концу 2012 года численность население составляла 170 000 жителей, без учёта сектора Фила Альта.